# 9679 Крутцен
9679 Крутцен (9679 Crutzen) — астероїд головного поясу, відкритий 24 вересня 1960 року.
Тіссеранів параметр щодо Юпітера — 3,487.